# Escápula
A escápula, espádua ou omoplata é um osso grande, par e chato, localizado na porção póstero-superior do tórax, que juntamente com a clavícula forma a cintura escapular ou espádua, permitindo a união de cada membro superior ao tronco. É classificado como osso plano(chato) e tem uma parte translúcida.
No plano coronal ou frontal, tem formato triangular, e possui três ângulos(ângulo inferior, ângulo lateral e ângulo superior), duas faces (anterior e posterior) e três bordos (superior, interno e externo).
Na sua face posterior, encontra-se a espinha da omoplata, que pode ser facilmente apalpada, e que termina numa Apófise volumosa, o acrômio, em cujo bordo interno apresenta uma faceta articular para a clavícula. Possui também um processo coracoide, que tem o formato de um dedo flectido, e localiza-se inferior ao acrômio, e que serve para inserção muscular; o processo coracoide pode ser apalpado no trígono clavipeitoral.
O ângulo externo da omoplata apresenta a Cavidade glenoidal, é uma escavação da escápula , localizada póstero-lateralmente, que se articula com a cabeça do úmero. Há também uma incisura escapular e três fossas: subescapular (localiza-se em posição inferior nos quadrúpedes), infraespinhal e supraespinhal.
Os principais músculos que inserem (distal ou proximalmente) na escápula são:
- músculo peitoral menor (processo coracoide)
- músculo subescapular (fossa supescapular)
- músculo infraespinhal e músculo supraespinhal
- músculo romboide maior e músculo romboide menor (borda medial posterior)
- músculo serrátil anterior (borda lateral anterior)
- músculo redondo maior e músculo redondo menor (borda lateral posterior)
- músculo levantador da escápula (borda superior posterior)
- músculo bíceps braquial
- músculo coracobraquial

## Acidentes da escápula
- FACE ANTERIOR: Na face anterior deste osso encontra-se vários acidentes. Começando pelo mais evidente, fossa subescapular que é a depressão central da escápula que é muito evidente em preparados anatômicos. Ademais, se notam 3 ou 4 linhas que vão de lateral a medial, são as cristas escapulares, estas ajudam na sustentação do osso e colaboram para sustentar a pressão direcionada para inferior.[1]
- FACE POSTERIOR: O mais evidente nessa face é uma espinha que vai de medial a lateral tendo leve curvatura para superior. Inferior e superior a esta espinha estão duas fossas, supraespinosa e infraespinosa. Por fim, ao terminar a espinha, se encontra uma saliência que vai em direção anterior, o acrômio.[1]
- BORDE LATERAL: O mais notável nesse borde é o chamado pilar da escápula que é um semicilindro que vai de superior a inferior e ajuda na sustentação devido a força mecânica recebida por este osso.[1]
- BORDE MEDIAL: É o bode com menos acidentes. O máximo que se vê são as impressões dos músculos romboides e serrátil anterior.[1]

## Imagens adicionais

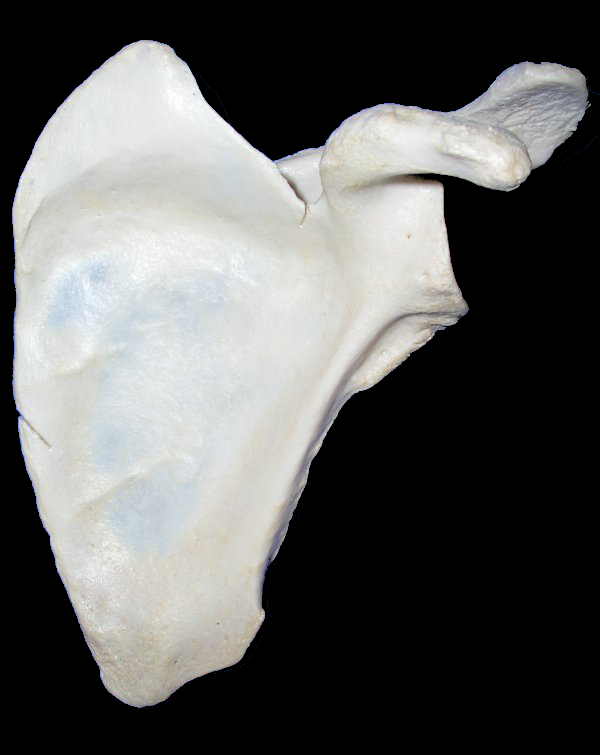
Escápula esquerda. (Vista anterior)